# Моржовые
Моржовые (лат. Odobenidae) — семейство морских млекопитающих. Ранее его относили к отряду ластоногих (Pinnipedia), однако в последнее время моржовых, наряду с настоящими и ушастыми тюленями, относят к отряду хищных, выделяя вместе с ушастыми тюленями (Otariidae) в надсемейство Otarioidea. Ископаемые представители семейства известны с раннего неогена (примерно 20,5 млн лет назад). В настоящее время существует только один вид — морж, распространённый циркумполярно в арктических морях.

## Классификация
В семействе моржовых один современный род c одним видом и несколько древних ископаемых родов:
- † Archaeodobenus
  - † Archaeodobenus akamatsui
- † Imagotaria
  - † Imagotaria downsi
- † Kamtschatarctos
  - † Kamtschatarctos sinelnikovae — Камчатоаркт[4]
- † Nanodobenus
  - † Nanodobenus arandai
- † Neotherium
  - † Neotherium mirum
- † Pelagiarctos
  - † Pelagiarctos thomasi
- † Proneotherium
  - † Proneotherium repenningi
- † Prototaria
  - † Prototaria planicephala
  - † Prototaria primigena
- † Pseudotaria
  - † Pseudotaria muramotoi

Подсемейство Dusignathinae
- † Dusignathus
  - † Dusignathus santacruzensis
  - † Dusignathus seftoni
- † Gomphotaria
  - † Gomphotaria pugnax
- † Pontolis
  - † Pontolis barroni
  - † Pontolis kohnoi
  - † Pontolis magnus

Подсемейство Odobeninae
- † Aivukus
  - † Aivukus cedrosensis
- Odobenus — Моржи
  - † Odobenus mandanoensis
  - † Odobenus obesus
  - Odobenus rosmarus — Морж
- † Ontocetus
  - † Ontocetus emmonsi
- † Pliopedia
  - † Pliopedia pacifica
- † Protodobenus
  - † Protodobenus japonicus
- † Titanotaria
  - † Titanotaria orangensis
- † Valenictus
  - † Valenictus chulavistensis
  - † Valenictus imperialensis

## Галерея

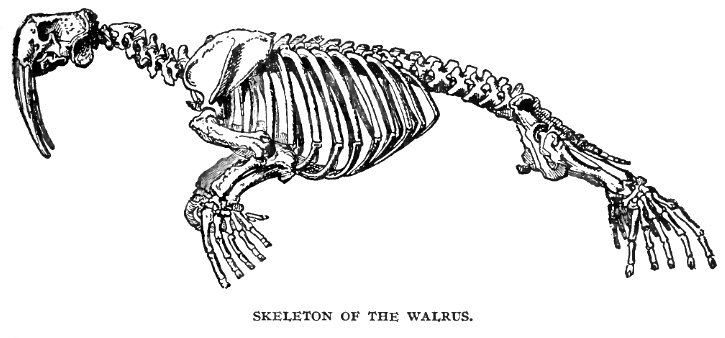
Скелет моржа
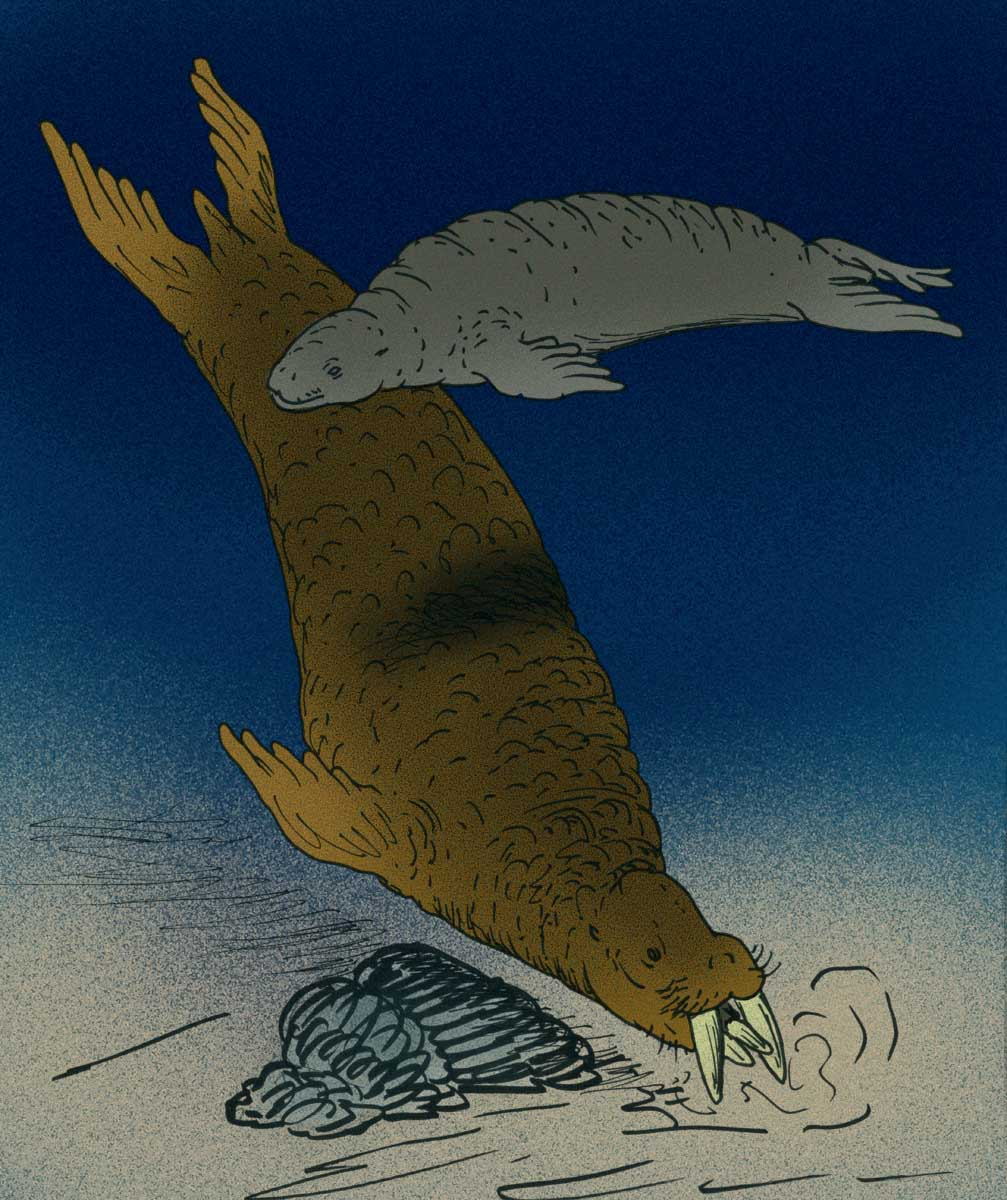
Gomphotaria pugnax, реконструкция
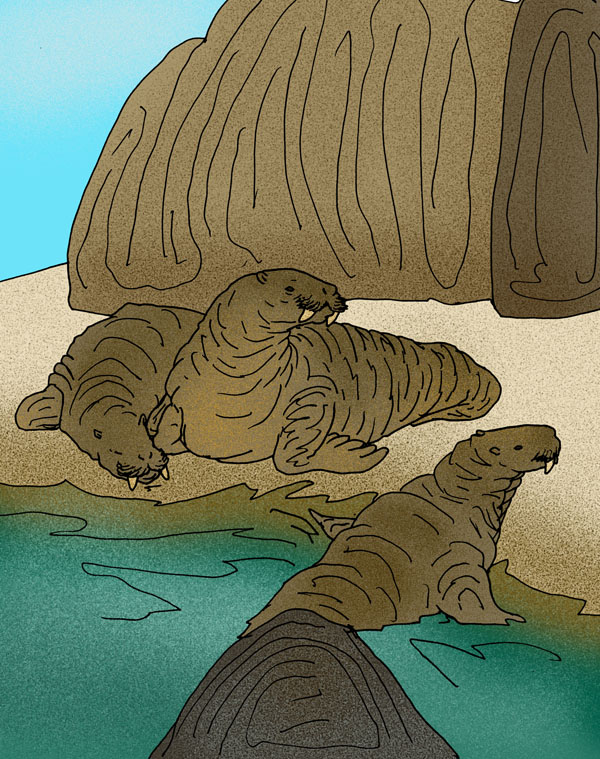
Pliopedia pacifica, реконструкция
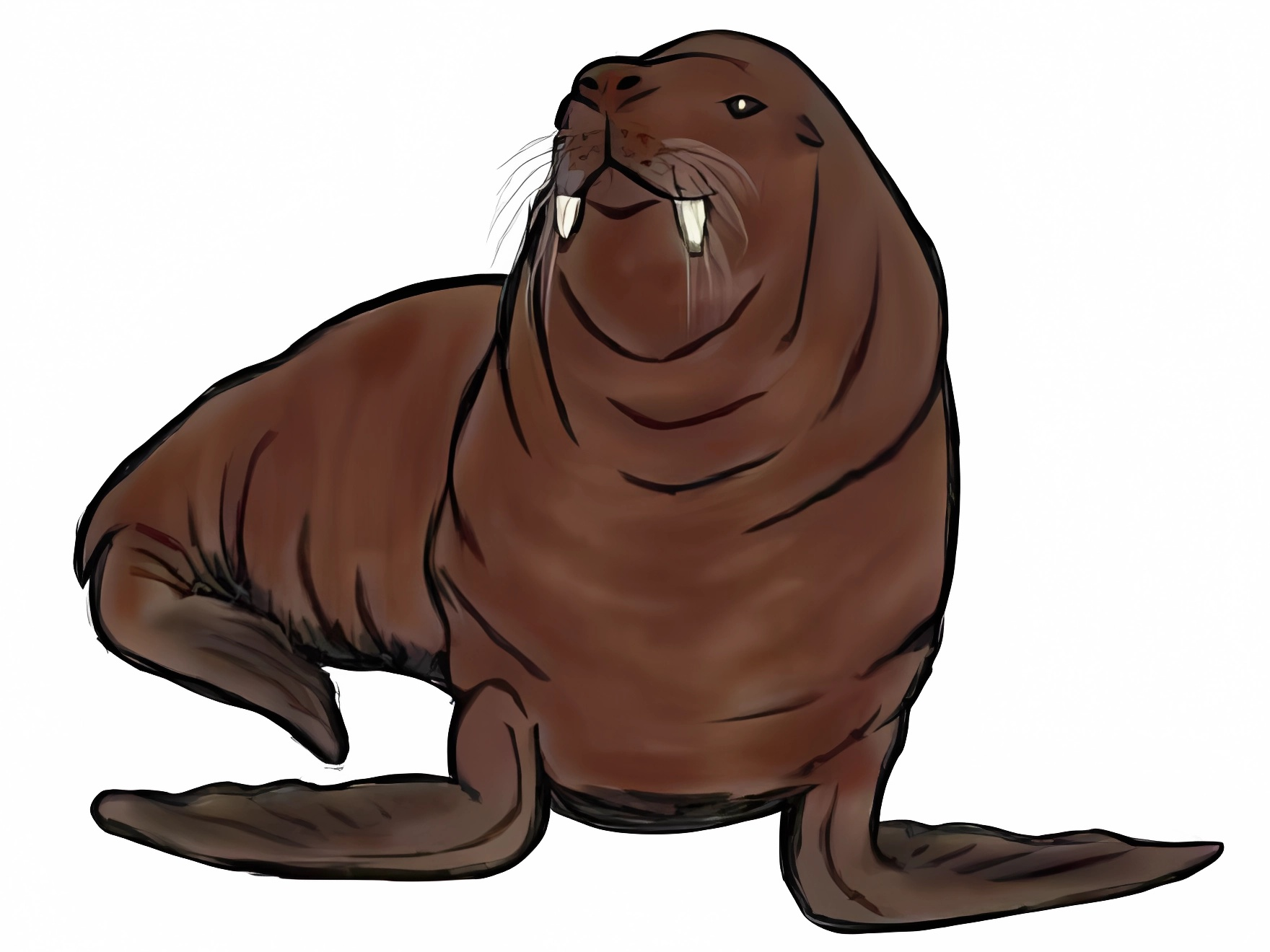
Imagotaria downsi, реконструкция
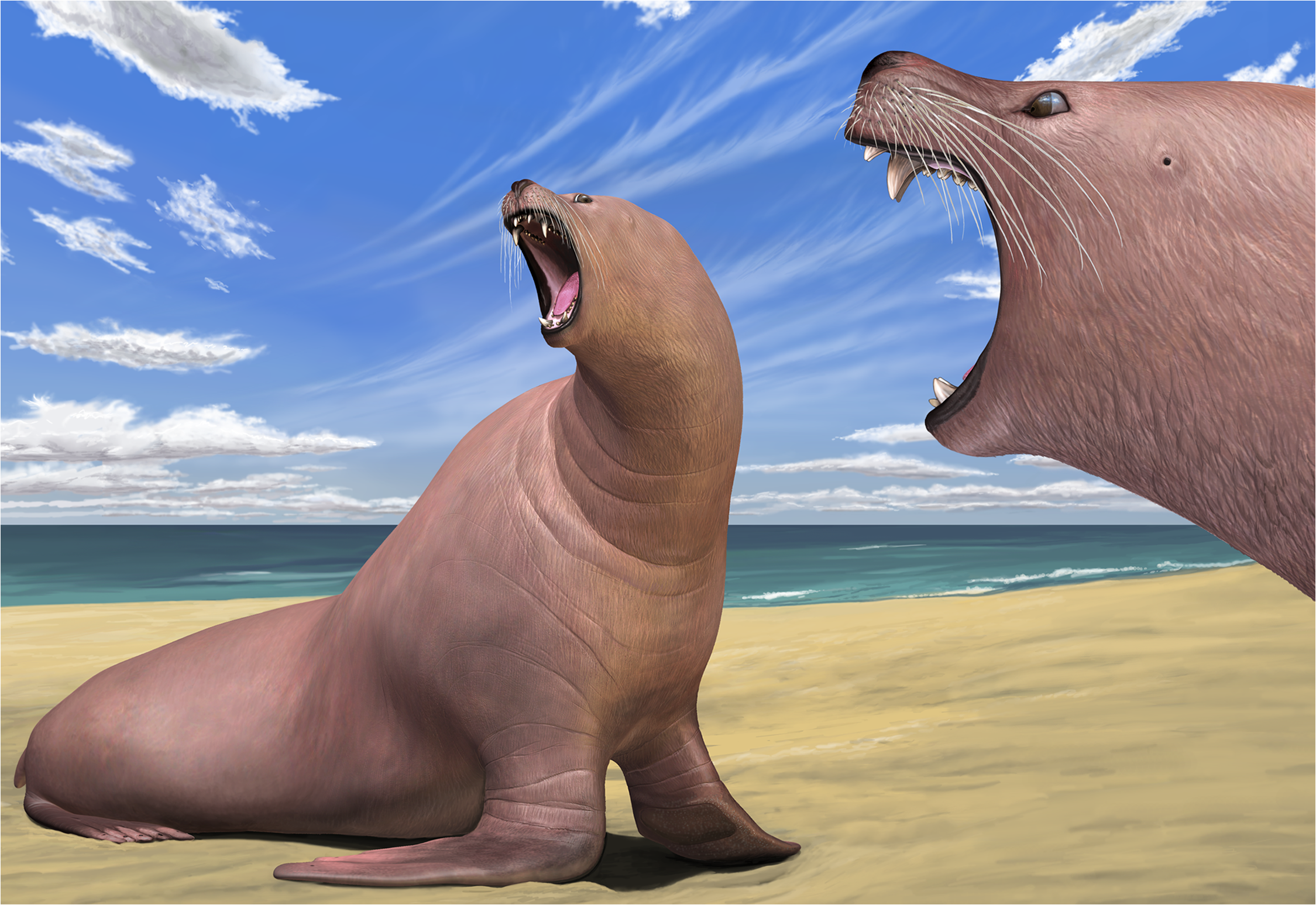
Archaeodobenus akamatsui, реконструкция
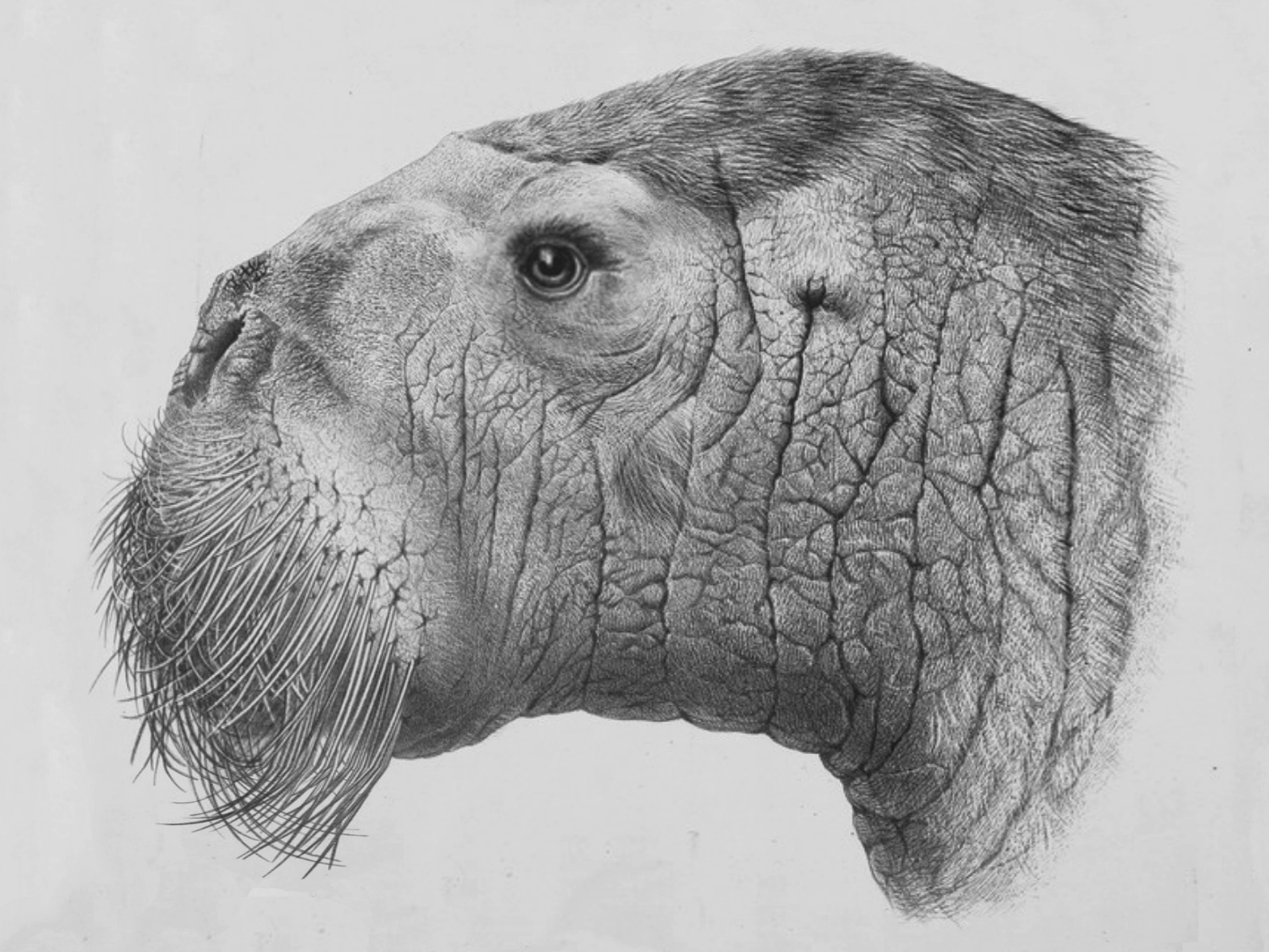
Голова Protodobenus japonicus, реконструкция
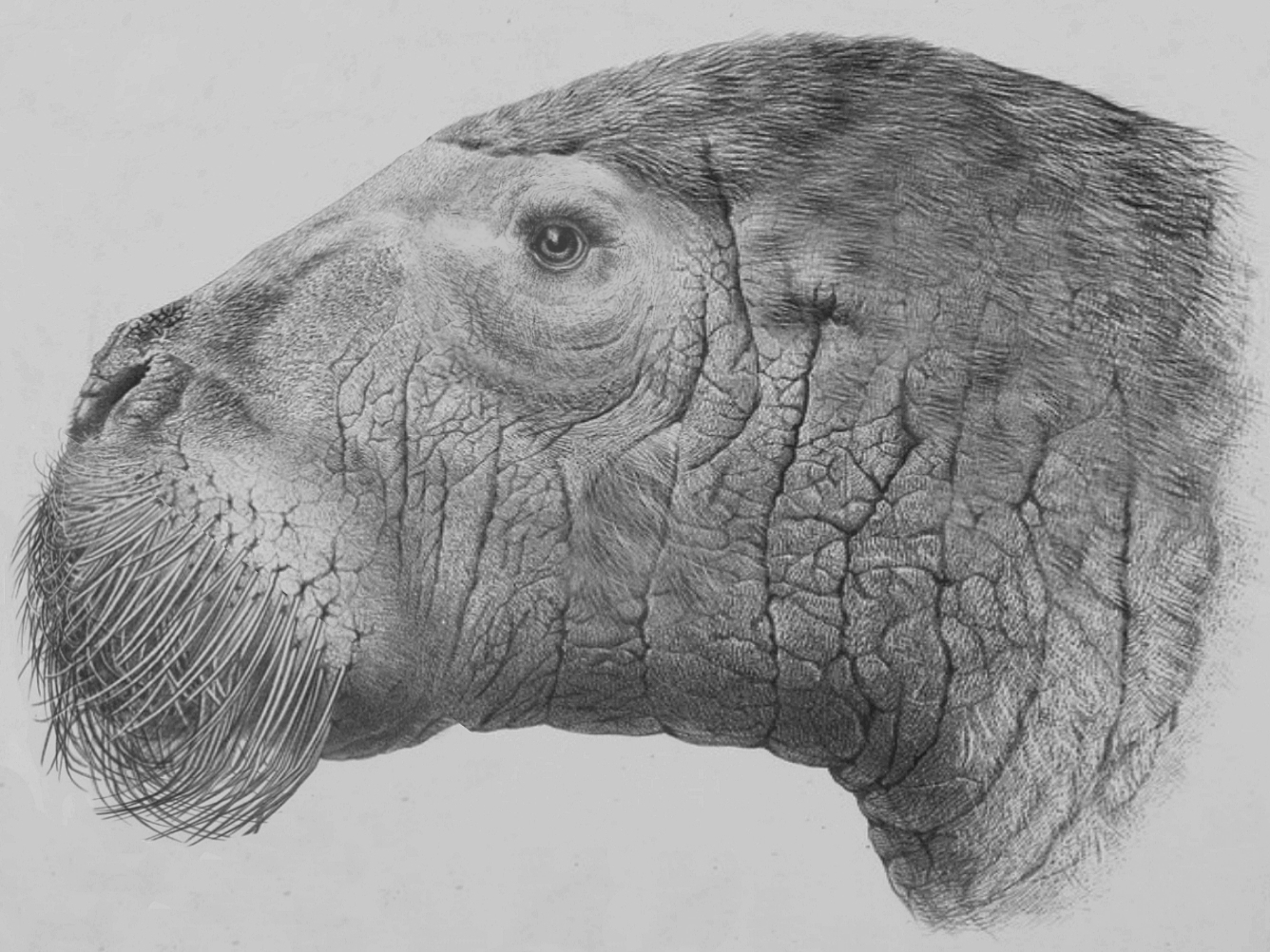
Голова Aivukus cedrosensis, реконструкция
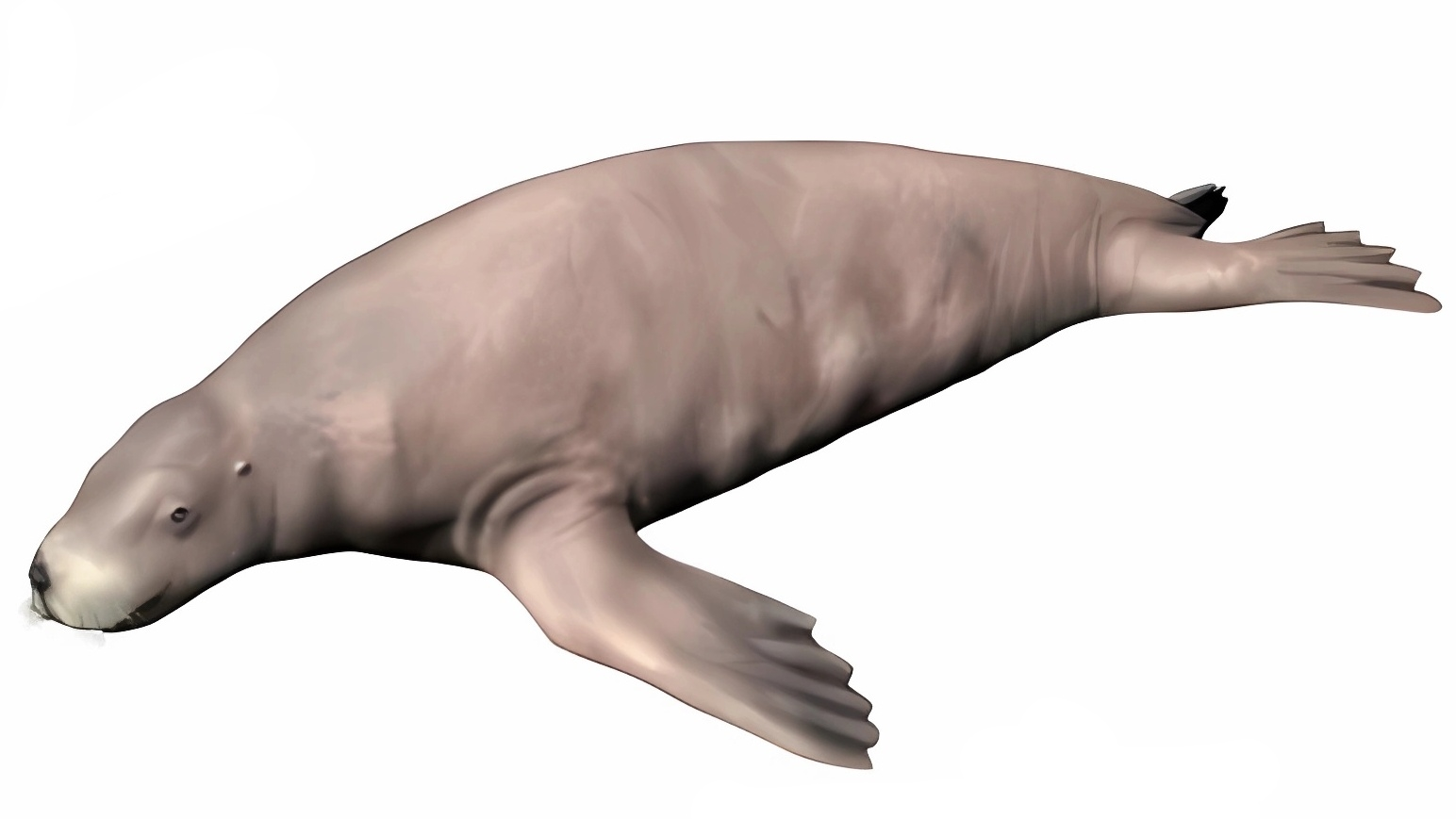
Dusignathus santacruzensis, реконструкция